# Espace localement annelé
Le concept d'espace localement annelé est commun à différents domaines de géométrie, mais est plus utilisé en géométrie algébrique et en géométrie analytique complexe.  

## Définition
Un espace localement annelé est un espace topologique X muni d'un faisceau d'anneaux commutatifs OX, appelé faisceau structural, tel qu'en tout point, l'anneau des germes de OX soit un anneau local.
Si A est un anneau (commutatif unitaire), un espace localement annelé dont le faisceau structural est un faisceau de A-algèbres est appelé un espace localement annelé sur A. 
Exemples
- les schémas ;
- les variétés différentielles, munies de leurs fonctions C ∞  à valeurs dans ℂ ;
- les variétés complexes, munies de leurs fonctions holomorphes à valeurs dans ℂ ;
- les variétés algébriques.

Un sous-espace ouvert de {\displaystyle X} est une partie ouverte {\displaystyle U} munie du faisceau d'anneaux {\displaystyle O_{X}|_{U}}. Le couple {\displaystyle (U,O_{X}|_{U})} est un espace localement annelé. 

### Corps résiduel
Soit {\displaystyle x} un point de {\displaystyle X}. Soit {\displaystyle m_{x}} l'idéal maximal de l'anneau local {\displaystyle O_{X,x}}. Le quotient {\displaystyle k(x):=O_{X,x}/m_{x}} est le corps résiduel de {\displaystyle X} en {\displaystyle x}.  Si {\displaystyle U} est un voisinage ouvert de {\displaystyle x}, alors {\displaystyle U} et {\displaystyle X} ont le même corps résiduel en {\displaystyle x}. 
Par exemple, Si {\displaystyle X} est une variété algébrique, alors {\displaystyle x} appartient à un voisinage ouvert affine {\displaystyle \mathrm {Spm} A}. Le point {\displaystyle x} correspond à un idéal maximal {\displaystyle M} de {\displaystyle A}, et le corps résiduel {\displaystyle k(x)} est égal à {\displaystyle A/M}. 
Pour les variétés complexes (resp. différentielles), les corps résiduels sont tous égaux à ℂ (resp. ℝ).

## Morphismes
Un morphisme entre deux espaces localement annelés (X, OX) et (Y, OY) est la donnée d'une application continue f : X → Y et d'un morphisme de faisceaux d'anneaux f# : OY → f*OX tel que pour tout x ∈ X, le morphisme d'anneaux OY, f(x) → OX, x induit par  f# soit un morphisme d'anneaux locaux (c'est-à-dire qu'il envoie l'idéal maximal de l'anneau source dans l'idéal maximal de l'anneau but). Quand il n'y a pas d'ambiguïté possible, on note souvent le morphisme {\displaystyle (f,f^{\#})} par {\displaystyle f}.
Un exemple trivial de morphisme est l'identité d'un espace dans lui-même. On peut naturellement composer deux morphismes {\displaystyle (X,O_{X})\to (Y,O_{Y})}, {\displaystyle (Y,O_{Y})\to (Z,O_{Z})} pour obtenir un morphisme {\displaystyle (X,O_{X})\to (Z,O_{Z})}. Un isomorphisme est un morphisme {\displaystyle f:(X,O_{X})\to (Y,O_{Y})} qui admet un morphisme inverse, c'est-à-dire dont la composition (à gauche ou à droite) avec {\displaystyle f} est égale à l'identité. 
Un morphisme (f, f#) : (X, OX) → (Y, OY) est une immersion si f est une immersion au sens topologique (c'est-à-dire que f induit un homéomorphisme de X sur son image), et si pour tout x ∈ X, le morphisme d'anneaux OY, f(x) → OX, x est surjectif.
Exemple 
Soit {\displaystyle x} un point de {\displaystyle X}. Alors l'espace topologique {\displaystyle \{x\}} muni du faisceau constant {\displaystyle k(x)} est un espace localement annelé, et on a un morphisme  {\displaystyle ({x},k(x))\to (X,O_{X})} qui est l'inclusion canonique {\displaystyle \{x\}\to X} au niveau du point {\displaystyle x}. C'est une immersion. 

## Espace tangent
Soit {\displaystyle x} un point de {\displaystyle X}. Soit {\displaystyle m_{x}} l'idéal maximal de l'anneau local {\displaystyle O_{X,x}}. Alors le quotient {\displaystyle m_{x}/m_{x}^{2}=m_{x}\otimes _{O_{X,x}}k(x)} est un espace vectoriel sur {\displaystyle k(x)}. Son dual s'appelle l'espace tangent de Zariski de {\displaystyle X} en {\displaystyle x}. C'est surtout en géométrie algébrique qu'on utilise cette approche. 
Cependant, dans le cas des variétés différentielles et variétés analytiques complexes, cette notion coïncide avec la définition standard. 

## Référence
A. Grothendieck et J. Dieudonné, Éléments de géométrie algébrique, Chapitre 0, § 4 